# Gooische Schildersvereniging

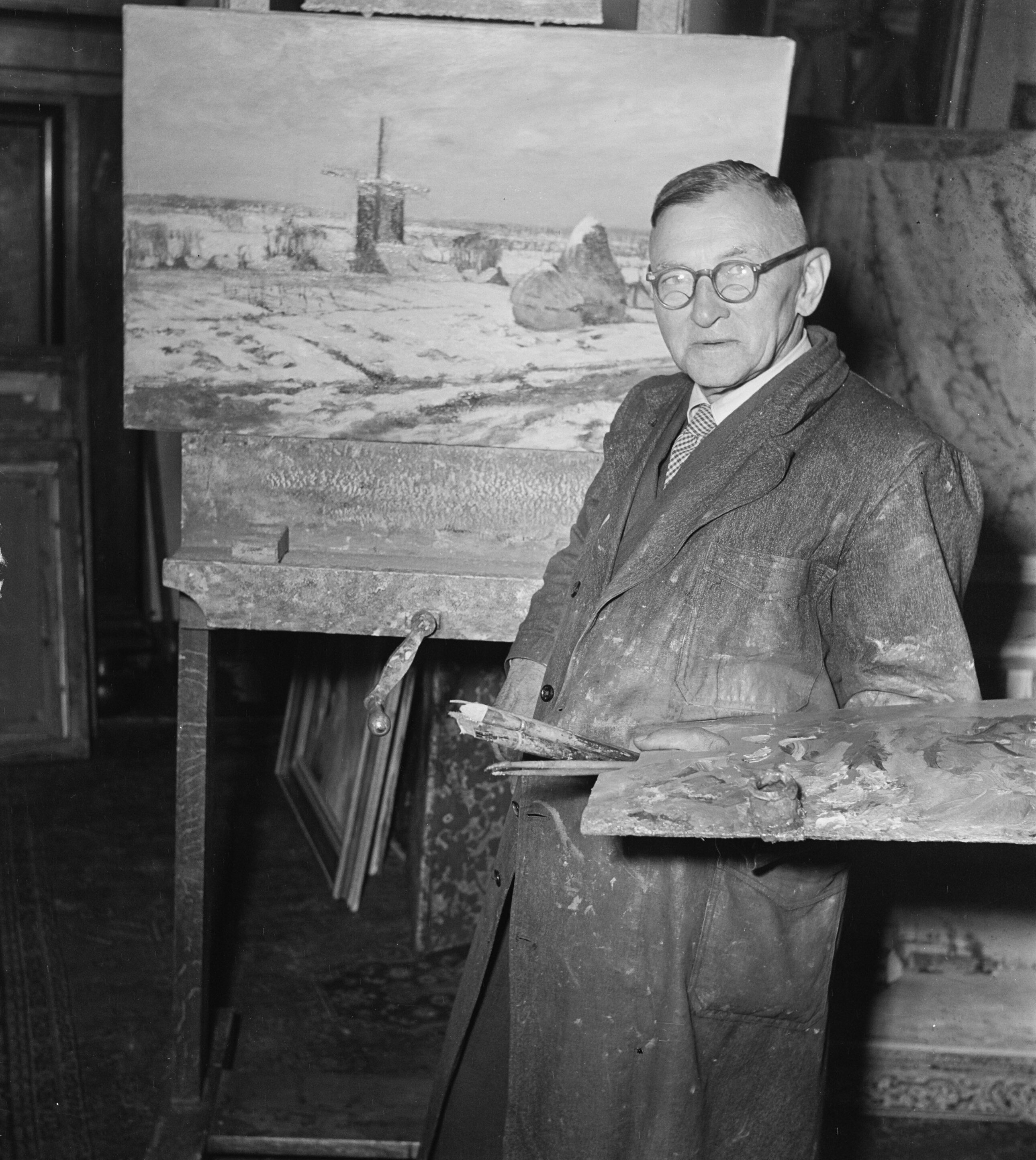
Oud-voorzitter Schulman gefotografeerd ter gelegenheid van zijn 70e verjaardag in 1951.

De Gooische Schildersvereniging, ook wel De Gooische, was een Nederlands kunstenaarscollectief dat in 1935 werd opgericht in het schildersdorp Laren.

## Geschiedenis
Vanaf het laatste kwart van de 19e eeuw trokken schilders geregeld naar het Noord-Hollandse Laren om daar te schilderen. Tot deze eerste generatie van wat later de Larense School werd genoemd behoorden schilders als Etha Fles, Isaac Israëls en Anton Mauve. Een aantal schilders vestigden zich ook in Laren, waardoor er een kunstenaarskolonie ontstond. In 1903 werd door een tiental kunstenaars, onder wie Toon de Jong, Derk Meeles en David Schulman, de schildersclub De Tien opgericht. De schildersclub werd in 1918 opgeheven, maar kan worden beschouwd als voorloper van de in 1921 opgerichte Vereeniging voor Beeldende Kunsten Laren-Blaricum. De vereniging groeide snel en had eind jaren 20 bijna 150 leden.
Een aantal leden was van mening dat er onvoldoende ballotage plaatsvond bij de Vereeniging, waardoor ook mensen die het schilderen niet als beroep uitoefenden lid konden worden. In maart 1935 scheidde een dertigtal leden, onder wie Ed Gerdes, Willem Knip, Baruch Laguna, Frans Langeveld, mr. B.F. Mirandolle-de Vries, E.D.R. Schaap en David Schulman zich af van de Vereeniging. Op 8 april 1935 vond in Hotel Hamdorff de oprichting plaats van de Gooische Schildersvereeniging, een vereniging zonder dilettanten, waarvan Schulman de eerste voorzitter werd. De burgemeester had aangeboden te bemiddelen in de scheuring, maar dat werd door het bestuur van De Gooische vriendelijk afgewezen. Na Schulman werd de voorzittershamer overgenomen door onder anderen Han Hulsbergen en Kees Schrikker. Er werden niet alleen schilders lid, ook beeldhouwers als Schrikker en Willy Mignot sloten zich bij De Gooische aan en namen deel aan de exposities.
In 2005 werd de Gooische Schildersvereniging opgeheven en sloten de leden zich aan bij de Kunstenaarsvereniging Laren-Blaricum.

## Activiteiten
De Gooische hield jaarlijks voorjaars-, zomer- en kersttentoonstellingen bij Hamdorff in Laren. Tijdens de Tweede Wereldoorlog gingen de tentoonstellingen door, maar namen minder kunstenaars deel dan gebruikelijk. Er vonden in de loop der jaren meerdere eretentoonstellingen plaats, onder meer vanwege de 60e verjaardag van Willem Dooijewaard (1952) en de 70e verjaardag van Schulman (1951) en Knip (1953). In 1953 organiseerde De Gooische een jubileumtentoonstelling vanwege het veertigjarig bestaan van de kunstzaal Hamdorff. In 1964 werd, nog voor de opening van de zomertentoonstelling, op last van burgemeester Naud van der Ven een naakt van Bob ten Hoope verwijderd, omdat het te aanstootgevend zou zijn.
De Gooische Schildersvereniging exposeerde niet alleen bij Hamdorff, maar ook in onder andere Kunstzaal Reeker in Haarlem (1936), de Openbare Leeszaal in Enschede (1937) en ter gelegenheid van het 50-jarig bestaan van de Gooische in het Singermuseum in Laren (1985).

## Enkele leden
- Wim van Aken
- Willem van den Berg
- Rudolf Bonnet
- Jord van Calker
- Jaap Dooijewaard
- Willem Dooijewaard
- Ed Gerdes
- Jack Hamel
- Gerard Huijsser
- Han Hulsbergen
- A.G. Hulshoff Pol
- W.G.F. Jansen
- Dorry Kahn
- Willem Knip
- Baruch Laguna
- Frans Langeveld

- Anton Mauve jr.
- Derk Meeles
- Sal Meijer
- Willy Mignot
- B.F. Mirandolle-de Vries
- Tijmen Moll
- Maria van Nieuwenhoven-Stempels
- Willem van Nieuwenhoven
- Henri van Os-Delhez
- Carel van Pampus
- Adri Pieck
- Jan Poortenaar
- Jan Rijlaarsdam
- Jacob Ritsema
- E.R.D. Schaap
- G.F. van Schagen

- Lydia van Schagen
- Johan Scherrewitz
- Wout Schram
- Kees Schrikker
- David Schulman
- William Henry Singer jr.
- Louis Stutterheim
- Nel Vasbinder
- Epi van de Velde-van Brussel
- Cornelis Vreedenburgh
- Hendrik Jan Wolter
- Nel Waller Zeper
- Gerard van Wijland
- Jan Zondag
- Albert Zwartjes